# 娄县 (清朝)
娄县，清代置县，民国元年撤。
顺治十三年（1656年）析华亭县西北部置娄县，与华亭县同城而治，隶松江府；治所位于今上海市松江区，辖境相当今松江区西南部及金山区全部。雍正二年（1724年），析娄县、华亭县各一部置金山县，娄县繼續隶于松江府，辖境仅有今松江区西南部。1912年1月，江苏省撤道裁府州厅，撤娄县并入华亭县。